# Гібсон (Арканзас)
Гібсон (англ. Gibson) — переписна місцевість (CDP) в США, в окрузі Пуласкі штату Арканзас. Населення — 4111 особа (2020).

## Географія
Гібсон розташований за координатами 34°53′37″ пн. ш. 92°14′5″ зх. д. / 34.89361° пн. ш. 92.23472° зх. д. (34.893705, -92.234822).  За даними Бюро перепису населення США в 2010 році переписна місцевість мала площу 11,53 км², уся площа — суходіл. В 2017 році площа становила 12,39 км², з яких 12,31 км² — суходіл та 0,08 км² — водойми.

## Демографія
Згідно з переписом 2010 року, у переписній місцевості мешкали 3543 особи в 1293 домогосподарствах у складі 999 родин. Густота населення становила 307 осіб/км².  Було 1367 помешкань (119/км²). 
Расовий склад населення:
| - 81,6 % — білих - 13,5 % — чорних або афроамериканців - 0,4 % — азіатів - 0,3 % — корінних американців - 1,6 % — осіб інших рас |

До двох чи більше рас належало 2,7 %. Іспаномовні складали 4,7 % від усіх жителів.
За віковим діапазоном населення розподілялося таким чином: 26,1 % — особи молодші 18 років, 63,0 % — особи у віці 18—64 років, 10,9 % — особи у віці 65 років та старші. Медіана віку мешканця становила 36,4 року. На 100 осіб жіночої статі у переписній місцевості припадало 92,6 чоловіків;  на 100 жінок у віці від 18 років та старших — 91,2 чоловіків також старших 18 років.
Середній дохід на одне домашнє господарство  становив 65 892 долари США (медіана — 56 460), а середній дохід на одну сім'ю — 74 108 доларів (медіана — 57 056). Медіана доходів становила 45 996 доларів для чоловіків та 32 356 доларів для жінок. За межею бідності перебувало 9,1 % осіб, у тому числі 12,6 % дітей у віці до 18 років та 6,1 % осіб у віці 65 років та старших.
Цивільне працевлаштоване населення становило 2281 осіб. Основні галузі зайнятості: освіта, охорона здоров'я та соціальна допомога — 28,5 %, науковці, спеціалісти, менеджери — 14,1 %, роздрібна торгівля — 13,0 %.